# 34164 Anikacheerla
34164 Anikacheerla è un asteroide della fascia principale. Scoperto nel 2000, presenta un'orbita caratterizzata da un semiasse maggiore pari a 2,2108067 au e da un'eccentricità di 0,1122682, inclinata di 3,98558° rispetto all'eclittica.